# Willem van Warmelo

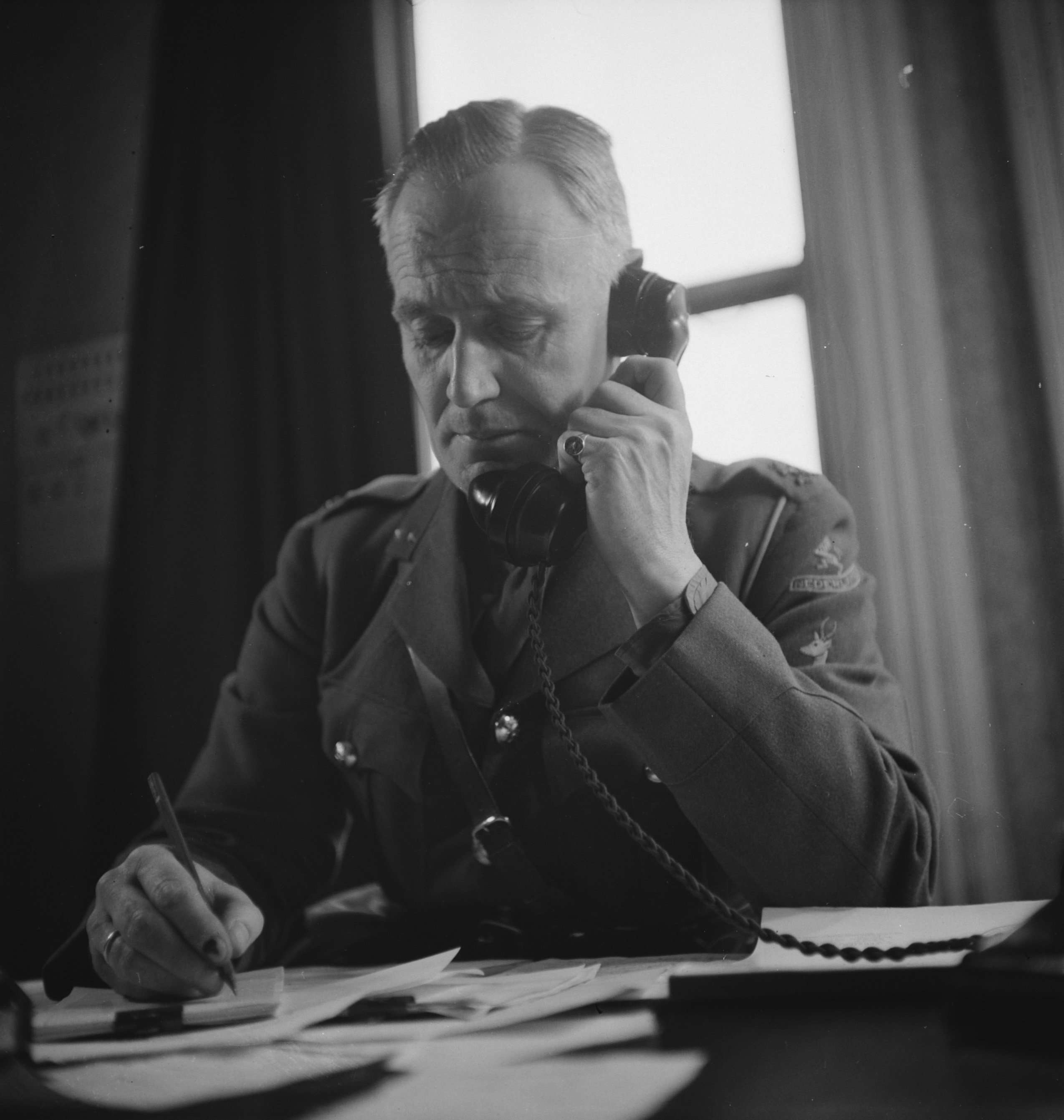
W.L. van Warmelo als militair (circa 1940)

Willem Lambertus van Warnelo (Roermond, 12 maart 1894 – Laren (Noord-Holland), 22 februari 1976) was een Nederlands musicoloog, muziekpedagoog en militair.
Hij was zoon van Maria Augusta Landberg en militair Willem Lambertus van Warmelo. Hijzelf was tussen 1924 en 1926 (echtscheiding) getrouwd met de Finse heilgymnaste Ester Sahlman. Hij hertrouwde in 1929 met Johanna Carolina Hijzelendoorn; het bracht geen geluk, ze overleed in 1933 op 36-jarige leeftijd. Hij hertrouwde opnieuw, in 1950 met Adela Michelina Boesnach, waarop weer een scheiding volgde. 
Hij groeide op in Nederlands-Indië waar zijn vader geboren was en diende. Hij studeerde na terugkeer, vader was juist anti-oorlogsactivist geworden, aan de Akademie van Beeldende Kunsten, maar dat leidde tot niets. 
Hij wendde zich tot de muziek. Hij kreeg zijn lessen/begeleiding van Jean-Baptiste de Pauw en Sem Dresden. Hij trok vervolgens naar Het Gooi en zette daar de muziekbeleving weer op de kaart. Zo richtte hij er een van de eerste kamerorkesten aldaar op. Het zogenaamde Het Klein Orkest/Klein Orchest bracht relatief veel premières naar de podia, ook van Nederlandse componisten als Henk Badings, Ary Verhaar. Hij werkte vanuit Het Gooi voor de omroep, het UvA-Orkest J. Pzn Sweelinck (tussen 1925 en 1939; combinatie met oude en nieuwe muziek) en leidde het Toonkunstkoor Laren. Hij stond ook wel voor de Haarlemsche Orkest Vereniging en het Utrechts Stedelijk Orkest. Hij was ook betrokken van de herstart van blokfluitmuziek, dat eeuwenlang in de schaduw stond, maar mede door zijn Handleiding kwam het meer op de voorgrond. Zijn neef Kees Otten (via zuster Johanna Hendrika van Warmelo) kreeg eerste lessen van Van Warmelo, later werd dat andersom, stapte in zijn voetsporen.
In 1939 vertrok hij in verband met de nadering van de Tweede Wereldoorlog naar Zuid-Afrika, was enige tijd commandant van het detachement Londen in Engeland en was liaisonofficier bij de Canadese troepen in Zuid-Nederland. In Zuid-Afrika richtte hij zich middels etnomusicologie op inheemse muziek van de diverse stammen en werd ook na de Duitse capitulatie Zuid-Afrikaan. Hij gaf les in Pretoria en bestudeerde met financiële ondersteuning van een beurs de plaatselijke muziek verder. Ook probeerde hij er de blokfluit en Nederlandse muziek te propageren. Het leverde belangrijke literatuur op:
- 1941: Volksmuziek in Suid-Afrika
- 1948: Liederwysies [1]
- 1954: Mens en Melodie: Op zoek naar volksliederen in Zuid-Afrika
- 1954: Blokfluitskool: Handleiding vir die skoolblokfluit in C
- 1957: Afrikaanse Volksliederen
- 1958: Liederwysies van Vanslewe (uitgebreidere versie van 1948)

Hij kon in 1963 niet verder leven in een systeem van apartheid (contacten met oorspronkelijke bevolking werden bemoeilijkt) en trok eerst van Pretoria (streng regime) naar Kaapstad (milder regime). Hij kon daar ook lesgeven aan bijvoorbeeld het Battswood Training College (meest voor gekleurde bevolking). Ook daar werd het strenge regime van apartheid uitgerold, waarop hij weer naar Nederland ging. Hij keerde begeleid door echtgenote Sybil Gertrude Carolus (geboren 1941; werkte ook enige tijd voor omroep) terug naar Het Gooi, werd weer Nederlander en woonde enige tijd in bij Carl Schlüter. Hij werd er leraar aan de Muziekschool Bussum.
Hij overleed als hartpatiënt in het Rosa Spierhuis te Laren. Zijn archief werd gebracht naar het Meertens Instituut.